# Huub Stevens
Huub Stevens (nacido el 29 de noviembre de 1953 en Sittard, Países Bajos) es un exjugador y entrenador de fútbol holandés. Actualmente está libre tras dejar el FC Schalke 04.

## Carrera como jugador
Como futbolista, Stevens era defensa. Jugó en el Fortuna Sittard y el PSV Eindhoven, donde se retiró en 1986. Durante su estancia en este club, ganó la Eredivisie tres veces, la Copa KNVB en una ocasión y también ganó la Copa de la UEFA. Asimismo, disputó 18 partidos con la selección de fútbol de los Países Bajos, anotando un gol.

## Carrera como entrenador
Inicios

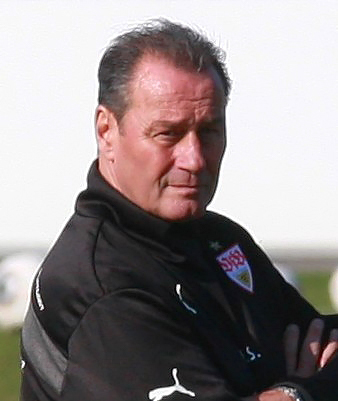
Stevens en su etapa en el VfB Stuttgart.

Pronto comenzó a entrenar en las categorías inferiores del PSV Eindhoven, donde había colgado las botas. En 1993 debutó a nivel profesional con el Roda JC Kerkrade, con el que fue subcampeón de la Eredivisie 1994-95.
Schalke 04
Sin embargo, fue en el FC Schalke 04 donde saltó a la fama. Allí estuvo seis años y llevó al equipo de Gelsenkirchen a proclamarse campeón de la Copa de la UEFA en 1997 y de la Copa de Alemania en 2001 y 2002. También estuvo a punto de ganar la 1. Bundesliga 2000-01, pero un gol del Bayern de Múnich en la última jornada del torneo le arrebató el título.
Hertha Berlín
Tras esta exitosa experiencia, dirigió al Hertha Berlín, con el que ganó una DFB-Ligapokal antes de ser despedido en diciembre de 2003.
FC Köln y Roda Kerkrade
En junio de 2004, se incorporó al 1. FC Colonia (al que ascendió a la Bundesliga), para regresar al Roda JC Kerkrade en 2005.
Hamburgo y PSV Eindhoven
Después salvó del descenso al Hamburgo S.V. en 2007 y fichó como entrenador del primer equipo del PSV Eindhoven en 2008, pero dimitió en enero de 2009, al término de la primera vuelta de la Eredivisie, alegando falta de sintonía con sus jugadores.
Red Bull Salzburgo
Poco después, se hizo cargo del Red Bull Salzburgo, donde permaneció casi dos años y ganó una Bundesliga austríaca en el primero de ellos.
Regreso al Schalke 04
El 27 de septiembre de 2011, volvió al FC Schalke 04, tras la marcha de Ralf Rangnick. El equipo alemán terminó la Bundesliga 2011-12 en el 3.er puesto de la clasificación; pero Stevens fue destituido en diciembre de 2012, tras 17 jornadas de la Bundesliga 2012-13, dejando al conjunto "Königsblauen" en 7.º lugar.
PAOK Salónica
El 14 de junio de 2013, firmó como nuevo técnico del PAOK Salónica FC. Fue destituido el 3 de marzo de 2014, tras no poder superar la ronda previa de la Liga de Campeones y dejando al equipo en segundo puesto (aunque igualado a puntos con el tercero) de la Superliga griega.
Stuttgart
Tras dejar el equipo griego, rápidamente encontró un nuevo banquillo, al ser contratado por el VfB Stuttgart seis días después. Sacó al equipo alemán de los puestos de descenso y aseguró la permanencia en la penúltima jornada de la 1. Bundesliga 2013-14. No fue renovado y el club contrató a Armin Veh, pero después de sólo tres meses, este dimitió por los malos resultados y Stevens regresó al conjunto de Baden-Wurtemberg. Aunque inicialmente el cambio de técnico no supuso un revulsivo y el equipo se mantuvo buena parte de la temporada 2014-15 en puestos de descenso, finalmente volvió a lograr la permanencia en la última jornada. Pese a que salvó otra vez al elenco germano del descenso, de nuevo no obtuvo la confianza de los dirigentes para ser renovado.
Hoffenheim
El 26 de octubre de 2015, sustituyó a su antiguo asistente Markus Gisdol al frente del TSG 1899 Hoffenheim. El 10 de febrero de 2016, presentó su dimisión alegando motivos de salud (le había sido diagnosticada una arritmia cardiaca). Sólo ganó uno de los 10 partidos en los que dirigió al equipo de Sinsheim, dejándolo en la 17.ª posición de la Bundesliga, la misma que ocupaba a su llegada.
Regreso al Schalke 04
El 14 de marzo de 2019, tomó las riendas del FC Schalke 04 hasta final de temporada, logrando asegurar la permanencia a falta de 2 jornadas para el término de la Bundesliga antes de ser relevado por David Wagner.
Regreso al Schalke 04
El 18 de diciembre de 2020, fue nombrado entrenador interino del FC Schalke 04, sustituyendo a Manuel Baum. Sólo dirigió al elenco renano en un partido, siendo reemplazado por Christian Gross.

## Clubes

### Como jugador
| Club            | País         | Año       | Partidos | Goles |
| --------------- | ------------ | --------- | -------- | ----- |
| Fortuna Sittard | Países Bajos | 1970-1975 | 104      | 4     |
| PSV Eindhoven   | Países Bajos | 1975-1986 | 293      | 15    |

### Como entrenador
| Club                                  | País         | Año       | P   | PG  | PE | PP | % v.  |
| ------------------------------------- | ------------ | --------- | --- | --- | -- | -- | ----- |
| PSV Eindhoven (categorías inferiores) | Países Bajos | 1986-1993 |     |     |    |    |       |
| Roda JC Kerkrade                      | Países Bajos | 1993-1996 | 139 | 66  | 41 | 32 | 47.48 |
| FC Schalke 04                         | Alemania     | 1996-2002 | 241 | 104 | 65 | 72 | 43.15 |
| Hertha Berlín                         | Alemania     | 2002-2003 | 64  | 25  | 17 | 22 | 39.06 |
| 1. FC Colonia                         | Alemania     | 2004-2005 | 36  | 21  | 8  | 7  | 58.33 |
| Roda JC Kerkrade                      | Países Bajos | 2005-2007 | 69  | 32  | 13 | 24 | 46.38 |
| Hamburgo SV                           | Alemania     | 2007-2008 | 67  | 35  | 19 | 13 | 52.24 |
| PSV Eindhoven                         | Países Bajos | 2008-2009 | 28  | 12  | 5  | 11 | 42.86 |
| Red Bull Salzburgo                    | Austria      | 2009-2011 | 94  | 46  | 28 | 20 | 48.94 |
| FC Schalke 04                         | Alemania     | 2011-2012 | 63  | 34  | 14 | 15 | 53.97 |
| PAOK Salónica FC                      | Grecia       | 2013-2014 | 44  | 25  | 9  | 10 | 56.82 |
| VfB Stuttgart                         | Alemania     | 2014      | 10  | 3   | 3  | 4  | 30    |
| VfB Stuttgart                         | Alemania     | 2014-2015 | 22  | 7   | 6  | 9  | 31.82 |
| TSG 1899 Hoffenheim                   | Alemania     | 2015-2016 | 10  | 1   | 5  | 4  | 10    |
| FC Schalke 04                         | Alemania     | 2019      | 10  | 2   | 4  | 4  | 20    |
| FC Schalke 04                         | Alemania     | 2020      | 1   | 0   | 0  | 1  | 0     |